# Южноютландский диалект
Южно-ютландский, или южно-ютский диалект (самоназвание: Synnejysk; дат. Sønderjysk; нем. Südjütisch or Plattdänisch) — диалект датского языка. На южно-ютландском говорят в Южной Ютландии (Sønderjylland; также называется Шлезвиг) по обе стороны датско-германской границы.
Существуют западный и восточный разновидности южно-ютландского диалекта (в том числе алсиск). Прежний вариант в Ангельне и Швансене был известен как датский ангельнский.
Другие диалекты, отнесенные к группе ютландских или ютских (юскских) диалектов, — западный, восточный и северно-ютландский .

## Использование

### Северный Шлезвиг
Многие пожилые люди по-прежнему говорят на особом южно-ютландском диалекте как в городах, так и в сельской местности. Молодежь и дети с большей вероятностью будут использовать диалектную версию стандартного датского языка, но можно найти все, от относительно чистого диалекта до стандартного датского языка. Многие могут переключаться между обоими вариантами.
В последние годы наблюдается возобновление интереса населения к сохранению южно-ютландского диалекта. Это возрождение было вызвано работами нескольких местных художников и авторов, а также Æ Synnejysk Forening, общества, работающего над продвижением диалекта.
Некоторые школы теперь предлагают диалект в качестве факультативного предмета, но Rigsdansk, официальный датский язык, остаётся обязательным предметом.
Члены южно-ютландского меньшинства на немецкой стороне границы склонны подчеркивать свою южно-ютландскую идентичность. Многие представители этого меньшинства так или иначе связаны с сельским хозяйством, причем диалект более распространен в сельских общинах. Немецкое меньшинство обычно говорит по-южноютландски друг с другом и с людьми, настроенными про-датски, но предпочитает немецкий язык для письма и официальных мероприятий, таких как встречи. Стандартный датский язык также осваивается и преподается в школах вместе со стандартным немецким языком.

### Южный Шлезвиг
На южно-ютландском до сих пор в некоторой степени говорят в деревнях до 15 км к югу от датско-германской границы, но вряд ли в крупном городе Фленсбург, где носители датского языка говорят на стандартном датском языке. Большинство людей смогут говорить или понимать нижненемецкий, а иногда и северофризский язык. Все будут знать верхненемецкий язык, часто являющийся единственным языком молодежи и детей. Члены датского меньшинства также изучают стандартный датский язык в школах, но часто предпочитают общаться на немецком языке в повседневной жизни.
Язык (и особенно разговорный язык) не обязательно связан с национальной идентификацией. Семейные связи и неформальные местные контакты через границу раньше были очень обычным явлением, при этом южно-ютландский язык был первым языком как для людей с датским, так и с немецким мышлением. Иногда самый чистый южно-ютландский язык можно найти среди пожилых людей, которые идентифицируют себя как немцы. Поскольку они не посещали датские школы, на их речь не влияет стандартный датский язык. С урбанизацией в последние десятилетия это пересечение диалектов и национальных настроений исчезло, верхненемецкий язык стал везде предпочтительным, но часто некоторые южно-ютландские слова сохраняются в словарном запасе.

## История
Исторически датский язык имел гораздо большее распространение в Южном Шлезвиге, чем сегодня. На южно-ютландском языке говорили до стены Даневирке к югу от города Шлезвиг, недалеко от города викингов Хедебю и до Эккернфёрде на восточном побережье. К югу от этого был малонаселенный район, который после эпохи викингов был заселен саксонскими поселенцами, чей язык сейчас более известен как нижненемецкий. Западные острова и западное побережье были заселены фризами. Чуть дальше вглубь страны смешались фризы и датчане.
С реформацией XVI века в церкви вместо латыни был установлен национальный язык. В Шлезвиге это означало не крестьянский, а герцогский и дворянский язык, сначала нижненемецкий, а затем верхненемецкий. Немецкий язык был административным языком во всём Шлезвиге. Однако в Северном Шлезвиге священники получали образование в капитуле Хадерслева, и в церкви говорили по-датски. Церковная языковая граница была очень похожа на нынешнюю датско-германскую границу, которая была создана в результате плебисцита в 1920 году.
В течение XVII и XVIII веков население в районе к югу от залива Шлай (Сли) перешло на нижненемецкий язык, и мало что известно об их бывшем южно-ютландском диалекте. Жители Ангельна (датский Ангельнский), сельской местности между Фленсбургом и Шлеем, откуда также изначально пришли англы, заселившие Англию, дольше придерживались своего южно-ютландского диалекта, но часто также имели некоторые знания нижненемецкого языка .
Ангельнский диалект вымер примерно в 1900 году. Существует несколько свидетельств на нём, которые показывают, что он был похож на южно-ютландский говор Сённерборга в Северном Шлесвиге, через Фленсборг-фьорд . В нижненемецком диалекте ангельнского по-прежнему много датских слов и грамматического влияния, что затрудняет его понимание другими носителями нижненемецкого языка. 
В 19 веке южно-ютландский диалект имел статус ниже нижненемецкого, и родители начали поощрять своих детей говорить на нижненемецком языке, чтобы они были лучше подготовлены к школе, где обучение велось на верхненемецком языке. Некоторые ученые предполагают, что столетия, когда в церкви говорили по-немецки, заставили людей идентифицировать себя с немецкой национальностью, даже если они все еще говорили дома на датском языке.
Датское правительство по политическим причинам хотело остановить этот языковой переход с датского на немецкий. После Первой Шлезвигской войны в 1851 году правительство издало Шлезвигские языковые рескрипты, предписывая, чтобы школьным языком был датский язык в районах, где крестьяне говорили на датском языке, и даже в районах, простирающихся дальше на юг, в ареал нижненемецкого языка. Язык богослужений чередовался между датским и немецким.  Стандартный датский никогда не использовался широко в Южном Шлезвиге, даже там, где население говорило на датском диалекте. Преобладающим официальным языком был немецкий, и меры правительства оказали весьма негативное влияние, усилив антидатские настроения. Возникла закономерность: самые бедные в сельской местности придерживались южно-ютландского языка, более богатые крестьяне говорили на нижненемецком языке как на лингва франка, а образованные горожане говорили на верхненемецком языке.
Интересная разновидность южно-ютландского языка использовалась до 1940-х годов в районе к западу от города Шлезвиг, 40 км к югу от современной границы. Названный Fjoldedansk в честь деревни Fjolde (нем. Viöl) или sydslesvigsk (южный шлезвигский), диалект имел много архаичных черт, которые иначе были бы потеряны в датском языке, например, глаголы, полностью изменяемые по лицу и числу. Деревня была изолирована между окружающими вересковыми пустошами, создавая языковой остров, подобный случаю с фризским языком Затерланда .

## Топонимы
Топонимы в Южном Шлезвиге имеют почти исключительно датское происхождение, за исключением Северной Фризии и самой южной части. Типичные скандинавские окончания включают -by, -bøl, -trup, -lund, -ved, -toft (в немецкой форме: -by, -büll, -trup, -lund, -witt, -toft ). В некоторых случаях южно-ютландская форма была удалена из стандартного датского названия, но все еще видна в германизированной версии: 
| Стандартный датский | Южноютландский | Немецкий  |
| ------------------- | -------------- | --------- |
| Meden               | Mejn           | Meyn      |
| Bilskov             | Bilskau        | Billschau |
| Agtrup              | Achtrup        | Achtrup   |
| Jydbæk              | Jybæk          | Jübek     |
| Sønderup            | Synnerup       | Sünderup  |

Во многих других случаях германизированные версии выпадают из этимологического контекста. Примеры включают замену датского окончания -næs (полуостров) на -nitz, несвязанное славянское окончание, распространенное в восточной Германии. Такие произвольные переводы часто делались центральным прусским правительством после того, как весь Шлезвиг был передан Пруссии после войны 1864 года .
Южно-ютландское название города Шлезвиг (Слезвиг), от которого и произошло название региона, было Слясвиг с ударением на втором слоге.